# Fellhorn (Chiemgauer Alpen)
Das Fellhorn ist ein 1764 m ü. A. hoher Berg in den Chiemgauer Alpen auf dem Gemeindegebiet von Kössen, Kirchdorf und Waidring im Tiroler Bezirk Kitzbühel, in Österreich unweit der Landesgrenze zu Salzburg und Bayern. Es gehört zum Landschaftsschutzgebiet Hefferthorn-Fellhorn-Sonnenberg.

## Lage und Landschaft
Über den Gipfel des Fellhorns verlaufen die Gemeindegrenzen von Kössen, Kirchdorf und Waidring. Während im Norden weite Almböden die Hänge des Fellhorns bestimmen, weist der Berg nach Süden hin steile Felsabbrüche auf. Der Berg ist als hervorragender Aussichtsgipfel bekannt und bietet einen Panoramablick insbesondere auf die nahe gelegenen Loferer Steinberge, die Berchtesgadener Alpen und das Steinerne Meer sowie das Kaisergebirge. An Tagen mit guter Fernsicht kann man vom Fellhorn aus den Blick über Alpenhauptkamm mit seinen Gletschern vom Großglockner über den Großvenediger bis zum Olperer in den Zillertaler Alpen schweifen lassen. Auch Gipfel in den Bayerischen Voralpen, im Karwendel und Wettersteingebirge sind erkennbar.

## Umgrenzung, benachbarte Gebirgsgruppen und Einordnung
In der Gebirgsgruppengliederung nach Hubert Trimmel trägt die Gruppe die Nummer 1325, und umgrenzt sich folgendermaßen:
- im Osten Großache (Kössener Ache, Tiroler Achen) von Erpfendorf bis Einmündung Loferbach bei Lofer (Gemeinde Kössen) gegen das Unterberghorn (1773 m ü. A., Timmel 1321)
- im Norden Loferbach/Schwarzlofer aufwärts (bayerisches Staatsgebiet bei Reit im Winkl) bis Seegatterl zur Hochgerngruppe (Timmel 1344)
- im Nordosten ab Seegatterl Schwarzlofer aufwärts bis Brücke 300 m südlich Schwarzloferalm – Fahrweg bis Kapelle Steinplatte zur Dürrnbachhorngruppe (Timmel 1346, mit dem Scheibelberg, Dreiländereck Tirol/Salzburg/Bayern)
- im Osten bei Kapelle Steinplatte 150 m geradlinig bis Bachbeginn Steingaßgrabenbach – Innerwaldbach bis Bundesstraßenquerung (Loferer Straße B 178) bei Waidring-Hausergasse zur Steinplatte (1869 m ü. A., Timmel 1326)
- im Süden Innerwaldbach – Grießbach (Außerwald) bis Mündung in Großache bei Erpfendorf zum Kalksteinmassiv (Kirchbergstock, Timmel 1322)

Die Berge rechts des Großachentales lassen sich nur schlecht einer Großgruppe der Alpen zurechnen. Traditionell fasst man sie als Waidringer Alpen zusammen, das umfasst alle Berge zwischen Großache/Tiroler Ache und Saalach – der Ausdruck ist aber heute relativ ungebräuchlich. Die Alpenvereinseinteilung der Ostalpen subsumiert das Fellhorn bei der Gruppe Chiemgauer Alpen (AVE 11). Nach Trimmel wird sie als Teilgruppe unter der Untergruppe mit der ursprünglichen Bezeichnung Kalkalpen zwischen Kaisergebirge und Steinernem Meer (Trimmel 1320) geführt, die heute ebenfalls Waidringer Alpen genannt wird, aber noch westlich der Großache ausgreift.

## Geologie
Der Fellhornstock bildet sich aus der Hauptmasse der Waidringer Alpen und des Kaisergebirges, aus gebanktem Dachsteinkalk (Norium bis Rhätium), im Norden auch Plattenkalk (Rhätium).

## Besteigungsmöglichkeiten
Das Fellhorn ist auf verschiedenen Routen als technisch einfache und wenig steile, jedoch konditionell anspruchsvolle Wanderung zu begehen.
- Vom Parkplatz Seegatterl (780 m) an der B 305 vier Kilometer östlich von Reit im Winkl führt eine erste Route von Norden in rund drei Stunden zum Fellhorn hinauf. Für diesen Weg sind im Abstieg 2,5 Stunden zu veranschlagen. Auf dieser Route passiert man zunächst nach einer halben Stunde Gehzeit die Nattersbergalm (936 m). Nach ca. eineinhalb Stunden Gehzeit erreicht man die Obere Hemmersuppenalm (ca. 1.230 m). Von hier aus gelangt man in einer weiteren Stunde zum Straubinger Haus, einer Alpenvereinshütte der Sektion Straubing in 1.558 Meter Höhe, die bereits auf Tiroler Gebiet liegt. Vom dort steigt man über einen schmalen Pfad, der sich über die Grashänge schlängelt, binnen 30 Minuten in südöstlicher Richtung zum Gipfel auf.
- Ein weiterer Weg, von Nordwesten, führt von Blindau (715 m, Gemeinde Reit im Winkl) über die Hindenburghütte (1.206 m) oder von Blindau oder Lofer (650 m, Gemeinde Kössen) über die Klausenbergalm (804 m) zum Straubinger Haus, und von dort zum Fellhorn. Hierfür ist eine Gehzeit von 3,5 Stunden zu veranschlagen.
- Eine dritte Zustiegsmöglichkeit besteht vom Parkplatz Steinplattenhaus (Bergkapelle), der auf einer Höhe von 1.375 m liegt und über eine Mautstraße von Waidring erreichbar ist, von Osten. Man umrundet entlang eines Höhenzuges mit schönem Blick Richtung Süden einen tiefen Taleinschnitt und gelangt in ca. 2,5 Stunden zum Ziel.
- Von Südwesten, von Erpfendorf im Großachental (634 m), führt der Weg über den Gernkogel (1457 m) zum Straubinger Haus und von dort zum Gipfel. Die Gesamtgehzeit dieses vergleichsweise beschwerlichen Anstiegs liegt bei etwa vier Stunden.

Die Überschreitung Ghf. Steinplatte – Fellhorn – Lofer/Kössen ist ein Teil des Österreichischen Weitwanderwegs 01, dem Nordalpenweg und des Europäischen Fernwanderwegs E4.
Der Gipfel ist auch ein beliebtes Ziel für Winterwanderungen. Aufgrund der eher geringen Lawinengefahr bieten sich hierfür vor allem die Routen über die mäßig steilen Nordhänge vom Seegatterl und von Blindau aus an. Je nach Schneelage sind hier jedoch Schneeschuhe erforderlich.
Außerdem gibt es von Reiterdorf (zwischen Erpfendorf und Waidring) einen Steig durch das Lasstal zum sehenswerten Wasserfall Haslerschlucht.

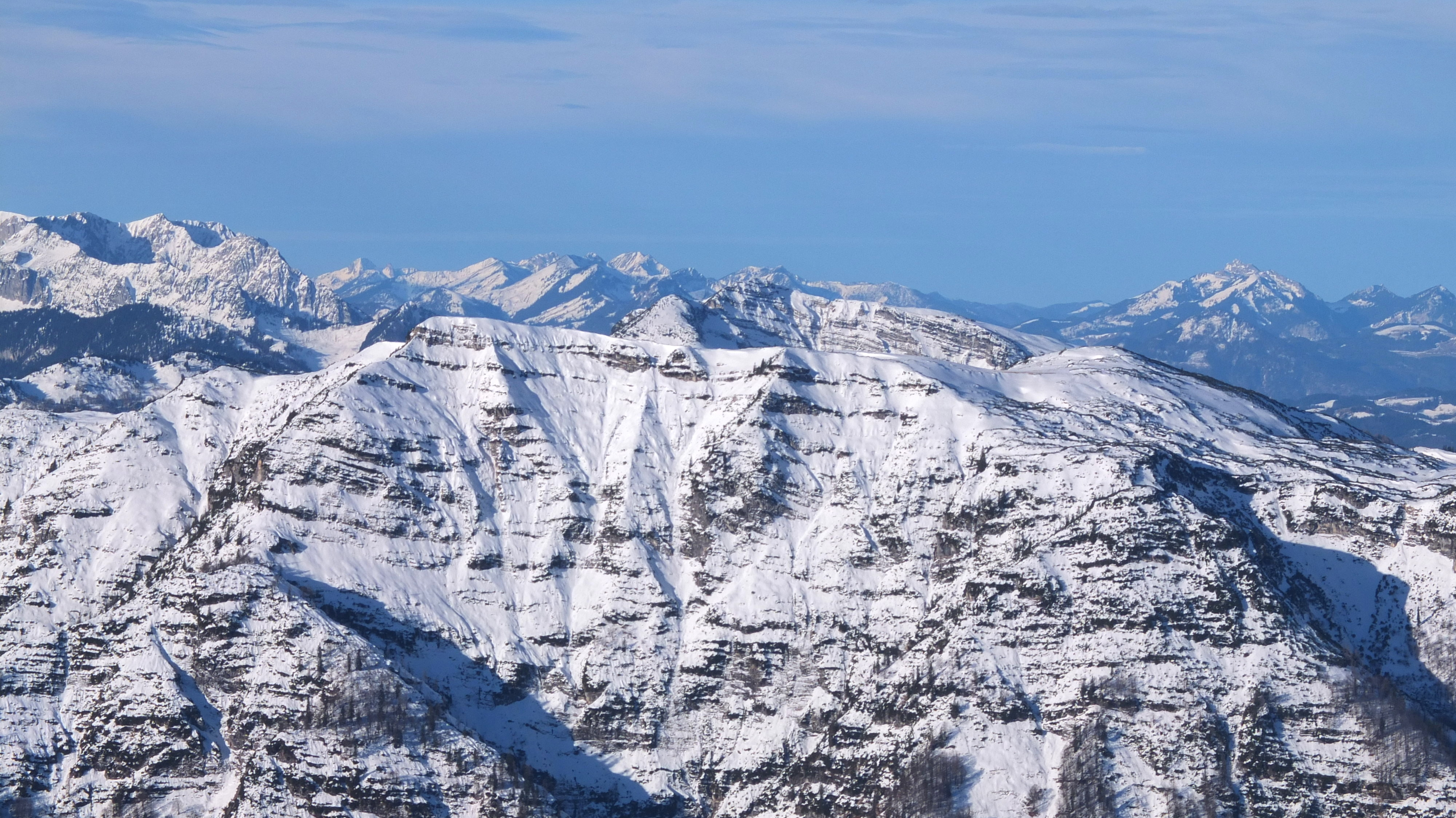
Fellhorn von Osten, aufgenommen von der Steinplatte
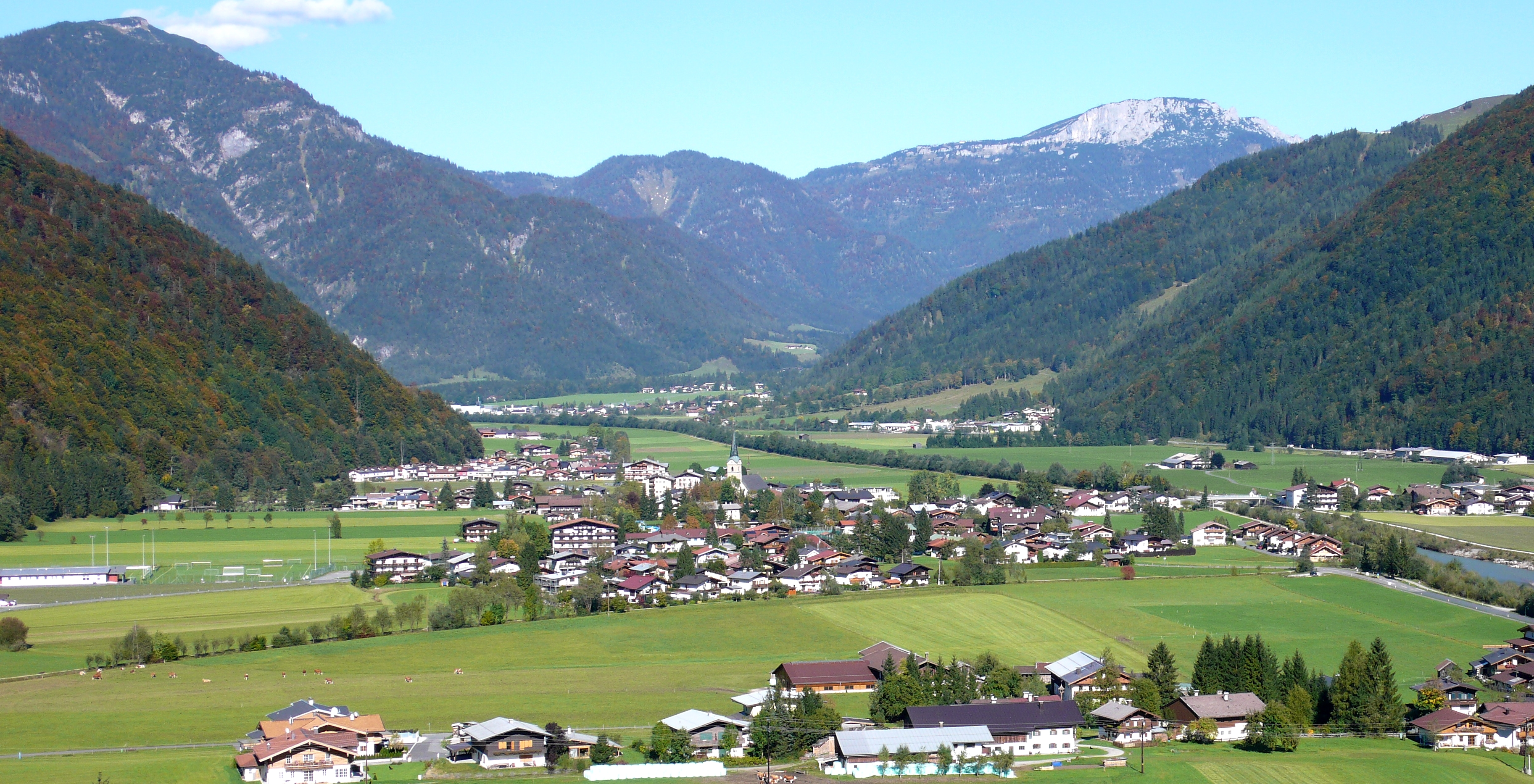
Fellhorn (links) und Steinplatte (rechts), von Kirchdorf in Tirol, Blick nordostwärts
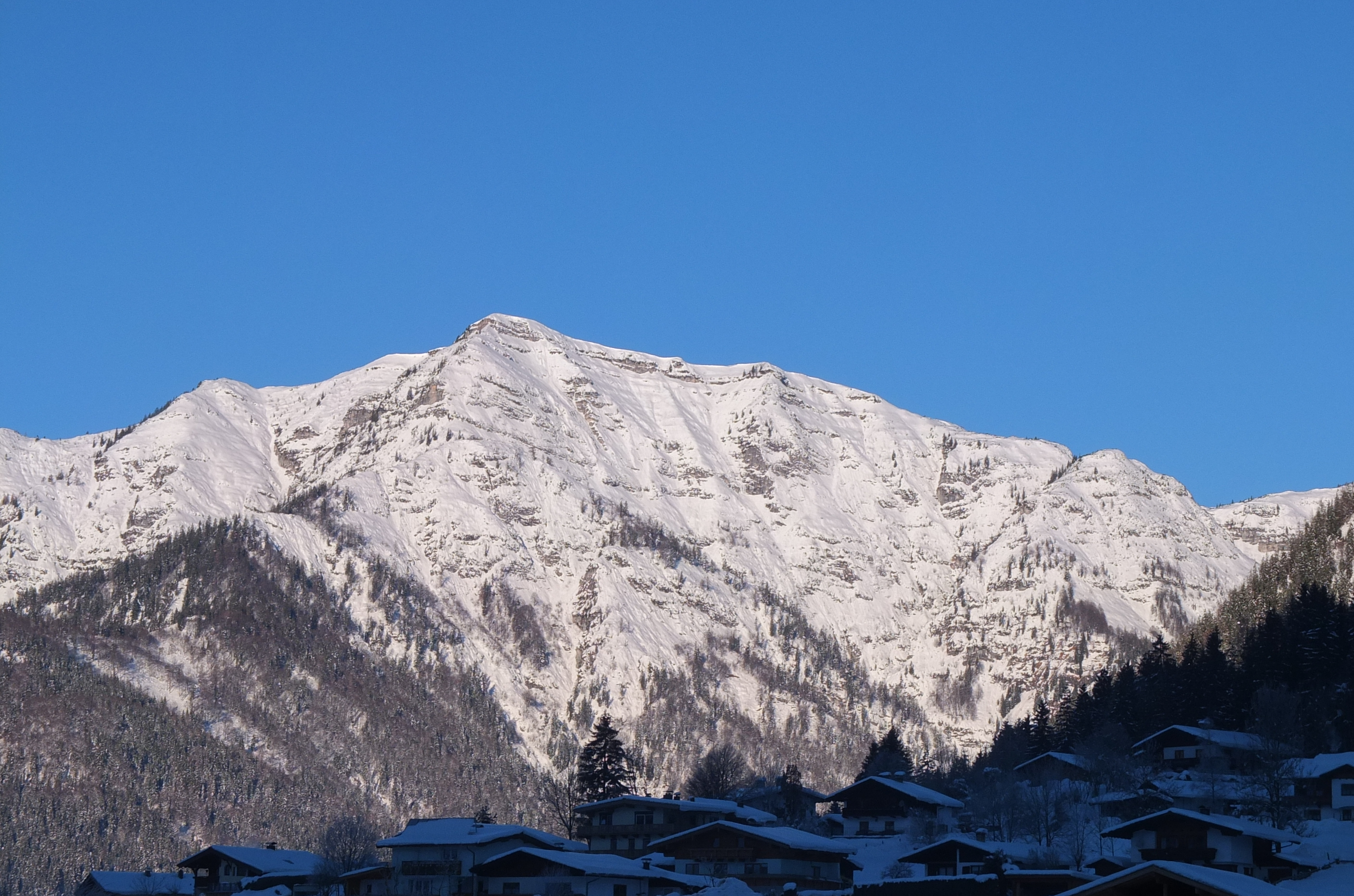
Fellhorn von Südosten